# Marchand (photographie)
Pour les articles homonymes, voir Marchand.
Marchand est une marque française disparue d'appareils photographiques active en 1948 (1952 pour Collection-appareils.fr) à Charbonnières-les-Bains

## Histoire
En 1948, monsieur Marchand de Charbonnières-les-Bains se lance dans la fabrication d'appareils photographiques avec deux modèles : le Flash et le Fisher Baby. Ce sont des 6 x 9 en plastique identiques à part le nom marqué en façade.
La qualité est très faible avec un objectif Ménisque sur un obturateur simpliste ne donnant que l'instantané et la pose), un plastique trop mince, fragile et laissant passer la lumière et des verrous de dos pas fiables.
L'appareil est très arrondi et plus moderne d'aspect que ses contemporains.
Il est possible que le nom "Flash" ait été abandonné au profit de "Fisher Baby" parce que l'appareil n'était ni synchronisé ni même muni d'un sabot pour flash.
Pour la distribution, le vendeurs de matériel photographique étant déjà abondamment fournis par Fex, MIOM et Kodak, Marchand passe par le canal des marchands de jouets ce qui confie des appareils très fragile aux manipulations enfantines et est généralement synonyme de destruction rapide.
Bernard Vial, dans le titre du chapitre consacré à ces appareils parle des appareils Orlux de Marchand mais n'explique pas dans son texte la provenance du nom Orlux. Les autres sources n'en font pas mention.
Cette incursion dans la photographie n'est pas concluante et il n'y aura pas d'autres appareils de la marque.

## Collection
Fragiles, produits pendant très peu de temps dans de faibles quantités ce sont des appareils rares ce qui leur vaut une cote supérieure à ce que leur qualité justifierait,.